# Hara hachi bun me
Hara hachi bun me (腹八分目 oder hara hachi bu bzw. gelegentlich in falscher Schreibweise: hari hachi bu) ist eine konfuzianische Klugheitsregel, nur so viel zu essen, bis der Magen zu 80 % (zu acht von zehn Teilen) gefüllt ist. Sie wurde bis in die jüngste Zeit insbesondere auf den japanischen Okinawa-Inseln befolgt, auf denen besonders viele über 100 Jahre alte Menschen leben.

## Auf Okinawa
Mit dem Beherzigen dieser konfuzianischen Regel haben die Menschen auf der japanischen Insel Okinawa seit langem die Angewohnheit angenommen, den Energiegehalt ihrer Nahrung zu reduzieren. Sie beträgt etwa 1800 bis 1900 Kilokalorien pro Tag.
Der Body Mass Index (BMI) ihrer älteren Menschen liegt zwischen den Werten 18 und 22, bei den über 60-Jährigen in den USA im Durchschnitt aber bei 26 bis 27.
Okinawa hat mit rund 50 pro 100.000 Einwohnern den weltweit höchsten Anteil an Hundertjährigen.

## In anderen Kulturen
Der Brauch, sich nach der Regel hara hachi bun me zu ernähren, ist auch in anderen Kulturen als in der japanischen zu finden.

### In China
Die Heimat des Konfuzianismus ist China, wo diese Lehre vermutlich im 5. Jahrhundert v. Chr. entstand. Eine Parallele zur heute nur aus Japan bekannten Regel lautet in der Traditionellen chinesischen Medizin
Chi fan qi fen bao, san fen ji...: Iss nur so viel, bis du zu 70 % voll bist. Durch den Einfluss der chinesischen auf die japanische Kultur ist diese Regel im Grundsatz später auch in Japan bekannt geworden.

### In Indien
Eine ähnliche Regel für die Ernährung gibt es auch in der Ayurveda-Heilkunst, die im 4. Jahrhundert v. Chr. in Indien entstand. Sie besagt, dass man den Magen mit je einem Drittel Flüssigkeit und Nahrung füllen und das restliche Drittel leer lassen solle.

### Im Zen
Aus dem Zen-Buddhismus ist ein ca. 1300 verfasstes Buch mit dem Titel im Zazen Yojinki (Vorkehrungen für das Erlernen der Meditationstechnik Zazen) bekannt. Eine der Vorkehrungen lautet, den Magen nur zu etwa zwei Drittel zu füllen.

### In der modernen westlichen Kultur
In den USA ist es etwa seit Anfang der 2010er-Jahre populär, die Regel Hara hachi bun me zu kopieren. Sie wurde in Ratgebern zu Diät und Langlebigkeit aufgenommen.
Ein Slogan in Deutsch lautet z. B. Hara Hachi Bu: Mehr Erfolg durch Mäßigung.